# レイブン (DCコミックス)
レイブン (Raven) は、DCコミックスの出版するアメリカンコミック『ティーンタイタンズ』に登場する架空のスーパーヒーロー。

## 声優
- タラ・ストロング (アニメ)
- ティーガン・クロフト
- タイッサ・ファーミガ

## ビースト・ボーイとの関係
ビーストボーイとレイブンは、「BBRAE」でデートを始めるまで複雑な関係にありますが、それでもオンとオフを繰り返しています。ほとんどの場合、レイブンはビーストボーイの未熟さに常に悩まされているように見えますが、ビーストボーイはレイブンに惹かれ、頻繁に彼女とイチャイチャします。